# Ecquetot
 Ecquetot  là một xã thuộc tỉnh Eure trong vùng Normandie miền bắc nước Pháp.

## Twin towns
- Cefn Cribwr in south Wales.